# Yurgovuchia
Yurgovuchia é um gênero de dinossauro da família Dromaeosauridae. Ah uma única espécie descrita para o gênero Yurgovuchia doellingi. Seus restos fósseis foram encontrados na formação Cedar Mountain, em Utah, e datam do Cretáceo Inferior.[carece de fontes?]